# Stawy w Owińskach
Stawy w Owińskach – grupa pięciu zbiorników powyrobiskowych (dawne żwirownie), zlokalizowana w Owińskach, na pograniczu z Bolechówkiem, na skraju lasów Puszczy Zielonki.
Zbiorniki stanowią teren rekreacyjny, powstały na bazie zrekultywowanych wyrobisk żwirowych. Są one celem dla wędkarzy oraz miłośników aktywnego wypoczynku w wodzie. Akweny podzielono na trzy strefy: A (zbiornik rekreacyjny), B (ujęcie wody) i C (zbiornik wędkarski). Strefa rekreacyjna to piaszczysta plaża (sezonowa) o powierzchni około 1,5 tys. m² (tzw. Akwen Tropicana), urządzona w stylistyce egzotycznej. Kąpielisko strzeżone ma 1000 m² i wydzielony brodzik dla dzieci. Działa tu wypożyczalnia sprzętu wodnego, mała gastronomia, zbudowano pomost i boisko. Pomiędzy zbiornikami przebiegała dawniej tzw. Czarna Droga, zwana też Żużlówką, z uwagi na nawierzchnię. Łączyła gajówkę Potasze ze stacją kolejową w Owińskach. Obecnie jest czytelna tylko na terenach leśnych na wschód od zbiorników wodnych.